# Mišo Baričević
Mišo Baričević, (Dubrovnik, 1951.), hrvatski slikar.

## Životopis
Rođen je unutar zidina u dijelu Grada zvanom Sveta Marija. Pripada generaciji nakon dubrovačkih kolorista pa slikare toga razdoblja smatramo produženom rukom dubrovačkog kolorizma. Nakon srednje škole želio je studirati slikarstvo na likovnoj akademiji, ali životne prilike odvele su ga u drugom smjeru. Ubrzo je oženio i dobio djecu pa je na svoj san morao zaboraviti. Radeći kao ugostitelj, susretao se s brojnim likovnim umjetnicima koji su prepoznali njegov talent i potaknuli ga na slikarstvo. Između ostalih to su bili Josip Pino Trostmann i Ivo Dulčić.
Prva izložba protekla je u znaku gradskih motiva, slikao je krovove velikih formata. Odmah je bio hvaljen od likovne kritike. Međutim, drugi ciklus crtica nije dobro prošao u javnosti iako je s njime bio primljen u Hrvatsko društvo likovnih umjetnika (HDLU). Danas radi u kazalištu Marin Držić u Dubrovniku, a u međuvremenu slika i izrađuje reljefe od umjetnih materijala, najčešće stirodura na što su ga inspirirale kazališne kulise. Široj javnosti je poznat po velikih triptisima koje s kolegama Josipom Škerljem i Lorenom Ligoriem nekoliko puta godišnje radi i izlaže u dubrovačkoj katedrali.
U kolovozu 2007. godine sudjeluje u projektu "Dubrovački likovni umjetnici" tijekom kojega je o njegovu životu i stvaralaštvu snimljen dokumentarni film. Autori su Marin Ivanović i Nikša Spremić.

## Samostalne izložbe
- 1976. Dom Sindikata, Dubrovnik

- 1977. Foyer Kazališta Marina Držića, Dubrovnik

- 1978. Franjevački samostan, Slano

- 1978. Foyer Kazališta Marina Držića, Dubrovnik

- 1982. Foyer Kazališta Marina Držića, Dubrovnik

- 1983. Galerija Flora (HDLU), Dubrovnik

- 1991. Atrij palače Sponza, Dubrovnik

- 1992. Galerija Sebastijan, Dubrovnik

- 1993. Foyer Kazališta Marina Držića, Dubrovnik

- 1993. Galerija fotokino kluba Marin Getaldić, Dubrovnik

- 1994. Trijem palače Sponza, Dubrovnik

- 1995. Galerija Placa, Dubrovnik

- 1996. Galerija Placa, Dubrovnik

- 2001. Galerija fotokino kluba Marin Getaldić, Dubrovnik

- 2001. Galerija Ranjina, Dubrovnik

- 2002. Foyer Kazališta Marina Držića, Dubrovnik

- 2002. Dubrovačka katedrala (Via crucis), Dubrovnik

- 2003. Foyer Kazališta Marina Držića (Svjetlo, Radost i Mir Božića), Dubrovnik

- 2004. Foyer Kazališta Marina Držića (Križi dubrovački), Dubrovnik

- 2005. Gradski muzej, Omiš

- 2005. Pučko otvoreno učilište, Imotski

- 2005. Likovni salon Opuzen, Opuzen

- 2006. Galerija Talir, Dubrovnik